# Orange Valley
Orange Valley es una localidad de Trinidad y Tobago, que forma parte de la región de Couva-Tabaquite-Talparo.

## Geografía
La localidad abarca parte de la isla Trinidad y limita al norte con Warren Village, al sur con St. Andrew's Village, al este con Mc Bean y Felicity Hall y al oeste con el golfo de Paria.

## Demografía
Datos demográficos de la localidad de Orange Valley:
| Gráfica de evolución demográfica de Orange Valley entre 2000 y 2011 |
|                                                                     |